# Chris Chaney
 (février 2024).
Si vous disposez d'ouvrages ou d'articles de référence ou si vous connaissez des sites web de qualité traitant du thème abordé ici, merci de compléter l'article en donnant les références utiles à sa vérifiabilité et en les liant à la section « Notes et références ».
Pour les articles homonymes, voir Chaney.
Chris Chaney, né le 14 juin 1970, est un bassiste américain de rock.

## Carrière
Chris Chaney est né le 14 juin 1970. Il a été le troisième bassiste du groupe Jane's Addiction après Flea et Eric Avery. Il a enregistré et tourné avec Alanis Morissette entre 1995 et 2002. En 2002, il est cofondateur de Camp Freddy, un "groupe de reprises" basé à Los Angeles. Il a également joué dans The Panic Channel avec Dave Navarro et dans le groupe du batteur Taylor Hawkins.
En 2009, Chris Chaney a enregistré les parties de basse sur Slash, l'album solo de Slash (Velvet Revolver, ex-Guns N'Roses).
En Mai 2024, il rejoint le groupe AC/DC en tant que bassiste à la place de Cliff Williams pour la tournée européenne Power Up Tour de 2024 qui débute à Gelsenkirchen (Allemagne) le 17 mai 2024.

## Discographie
- 2013 : Unstoppable Momentum de Joe Satriani